# Na Hrádku (Kněžmost)
Na Hrádku (též jen Hrádek) je 292 m n. m. vysoký vrch v okrese Mladá Boleslav Středočeského kraje. Leží jihovýchodně u obce Kněžmost, vrcholem na jejím katastrálním území, severovýchodním svahem na území podřazené vsi Suhrovice.

## Popis
Je to krátký plochý hřbítek západního cípu Kostecké pahorkatiny. Od sousední Příhrazské vrchoviny na severu je hřbítek oddělen údolím potoka Kněžmostky, který v tomto místě vtéká do rovinaté krajiny Mladoboleslavské kotliny. Hřbítek je tvořen v podloží svrchnokřídovými křemennými pískovci, v nadloží štěrkem, pískem a spraší. Vrcholová část se sz. a jv. svahy jsou zalesněny převážně smíšeným lesem (dub, bříza, borovice). Sv. svah pokrývá louka a jz. svah pole.
Z vrchu je výhled severně do údolí Kněžmostky a na Příhrazskou vrchovinu a jižně na Mladoboleslavskou kotlinu.

## Geomorfologické zařazení
Geomorfologicky vrch náleží do celku Jičínská pahorkatina, podcelku Turnovská pahorkatina, okrsku Vyskeřská vrchovina, podokrsku Kostecká pahorkatina a Dobšínské části.